# Domingo Biojó
Sixto Antonio Cabaña Guillén, más conocido como Domingo Biojó (Ciénaga, Magdalena, 15 de junio de 1965 - San Miguel, Putumayo, 19 de septiembre de 2010) fue un guerrillero colombiano miembro del Estado Mayor de la guerrilla de las Fuerzas Armadas Revolucionarias de Colombia - Ejército del Pueblo (FARC-EP).

## Biografía
Participó en los diálogos de paz entre el gobierno Pastrana y las FARC-EP (1998-2002) como negociador por las FARC-EP, integró la mesa temática, encargada de seleccionar los temas para la negociación. Participó en el Partido Comunista Clandestino Colombiano (PC3).
Pedido en extradición por EE. UU  Según el Departamento de Estado de los Estados Unidos, Cabaña fue el encargado de planear e implementar las políticas de las FARC-EP para dirigir y controlar la producción y distribución de cocaína internacionalmente. Implementar el gramaje a los productores de drogas ilegales para recoger fondos financieros para las FARC-EP. También lo acusan del asesinato de cientos de personas que han interferido en los asuntos de las FARC-EP. Por esto el Departamento de Estado ofrecía una recompensa de US$2,5 millones.
La Interpol emitió tres difusiones rojas por su captura.

## Muerte: Operación Fortaleza II
Cabaña murió el 19 de septiembre de 2010 en San Miguel, Putumayo (zona fronteriza entre Colombia y Ecuador) 3 días antes de la muerte de Jorge Briceño Suárez alias 'Mono jojoy' tras un bombardeo de las Fuerzas Militares de Colombia al campamento del Frente 48 de las FARC-EP donde se encontraba junto a otros 21 guerrilleros y la posterior infiltración por parte de Comandos Jungla de la Policía Nacional de Colombia. El cadáver de Cabañas fue reconocido al día siguiente de terminada la operación.